# Liste der Bodendenkmäler in Reimlingen
Auf dieser Seite sind die Bodendenkmäler in der schwäbischen Gemeinde Reimlingen zusammengestellt. Diese Tabelle ist eine Teilliste der Liste der Bodendenkmäler in Bayern. Grundlage ist die Bayerische Denkmalliste, die auf Basis des Bayerischen Denkmalschutzgesetzes vom 1. Oktober 1973 erstmals erstellt wurde und seither durch das Bayerische Landesamt für Denkmalpflege geführt wird. Die folgenden Angaben ersetzen nicht die rechtsverbindliche Auskunft der Denkmalschutzbehörde.

## Bodendenkmäler der Gemeinde Reimlingen

### Bodendenkmäler in der Gemarkung Grosselfingen
| Lage                     | Objekt                                        | Akten-Nr.     | Bild |
| ------------------------ | --------------------------------------------- | ------------- | ---- |
| Grosselfingen (Standort) | Siedlung des Neolithikums und der Latènezeit. | D-7-7129-0333 |      |

### Bodendenkmäler in der Gemarkung Herkheim
| Lage                | Objekt | Akten-Nr.     | Bild |
| ------------------- | --- | ------------- | ---- |
| Herkheim (Standort) | Grabhügel der Hallstattzeit mit Nachbestattungen der frühen Latènezeit.                                                                                        | D-7-7129-0027 |      |
| Herkheim (Standort) | Abschnittsbefestigung vorgeschichtlicher Zeitstellung, Siedlung des Neolithikums, darunter der Altheimer Kultur, sowie der Hallstattzeit und des Mittelalters. | D-7-7129-0485 |      |

### Bodendenkmäler in der Gemarkung Reimlingen
| Lage                  | Objekt | Akten-Nr.     | Bild |
| --------------------- | --- | ------------- | ---- |
| Reimlingen (Standort) | Freilandstation des Mesolithikums, Siedlung der Linear- und Stichbandkeramik sowie der Hallstattzeit.                                                              | D-7-7129-0094 |      |
| Reimlingen (Standort) | Siedlung des Neolithikums, der Bronzezeit, der Hallstattzeit, der Latènezeit und der römischen Kaiserzeit.                                                         | D-7-7129-0095 |      |
| Reimlingen (Standort) | Siedlung des Neolithikums, der Bronzezeit und der Latènezeit, Villa rustica der römischen Kaiserzeit, Körpergräber vor- und frühgeschichtlicher Zeitstellung.      | D-7-7129-0096 |      |
| Reimlingen (Standort) | Siedlung des Neolithikums, der Latènezeit und der römischen Kaiserzeit.                                                                                            | D-7-7129-0097 |      |
| Reimlingen (Standort) | Siedlung des Neolithikums und der Urnenfelderzeit. | D-7-7129-0098 |      |
| Reimlingen (Standort) | Vorgeschichtliche Ringwallanlage, Siedlung des Endneolithikums, der Urnenfelder- und der Hallstattzeit.                                                            | D-7-7129-0099 |      |
| Reimlingen (Standort) | Siedlung der Hallstattzeit und der römischen Kaiserzeit. | D-7-7129-0100 |      |
| Reimlingen (Standort) | Siedlung des Neolithikums, der Urnenfelderzeit, der Hallstattzeit, der Latènezeit und der römischen Kaiserzeit.                                                    | D-7-7129-0101 |      |
| Reimlingen (Standort) | Freilandstation des Mesolithikums, Siedlung des Neolithikums, der Bronzezeit, der Urnenfelderzeit, der Hallstattzeit, der Latènezeit und der römischen Kaiserzeit. | D-7-7129-0102 |      |
| Reimlingen (Standort) | Siedlung des Neolithikums und der Bronzezeit. | D-7-7129-0103 |      |
| Reimlingen (Standort) | Brandgräber der Völkerwanderungszeit. | D-7-7129-0104 |      |
| Reimlingen (Standort) | Straße der römischen Kaiserzeit. | D-7-7129-0112 |      |
| Reimlingen (Standort) | Siedlung des Neolithikums, der Urnenfelderzeit, der Latènezeit und der römischen Kaiserzeit.                                                                       | D-7-7129-0422 |      |
| Reimlingen (Standort) | Siedlung des Neolithikums und der Hallstattzeit. | D-7-7129-0423 |      |
| Reimlingen (Standort) | Siedlung des Neolithikums. | D-7-7129-0424 |      |
| Reimlingen (Standort) | Brandgräber der frühen Hallstattzeit. | D-7-7129-0425 |      |
| Reimlingen (Standort) | Siedlung des Neolithikums, der Hallstattzeit und der Latènezeit.                                                                                                   | D-7-7129-0427 |      |
| Reimlingen (Standort) | Siedlung der Vorgeschichte und der römischen Kaiserzeit. | D-7-7129-0450 |      |
| Reimlingen (Standort) | Siedlung der Spätbronzezeit, Gräber vorgeschichtlicher Zeitstellung und des frühen Mittelalters.                                                                   | D-7-7129-0488 |      |
| Reimlingen (Standort) | Brand- und Körpergräber der römischen Kaiserzeit. | D-7-7129-0504 |      |
| Reimlingen (Standort) | Mittelalterliche und frühneuzeitliche Befunde im Bereich der Katholischen Pfarrkirche St. Georg in Reimlingen.                                                     | D-7-7129-0657 |      |
| Reimlingen (Standort) | Mittelalterliche und frühneuzeitliche Befunde im Bereich der Katholischen Filialkirche St. Stefan in Reimlingen und ihrer Vorgängerbauten.                         | D-7-7129-0658 |      |
| Reimlingen (Standort) | Mittelalterliche und frühneuzeitliche Befunde im Bereich des ehemaligen Deutschordensschlosses in Reimlingen.                                                      | D-7-7129-0659 |      |
| Reimlingen (Standort) | Frühneuzeitliche Befunde im Bereich der Katholischen Kapelle Maria Hilf in Reimlingen.                                                                             | D-7-7129-0660 |      |
| Reimlingen (Standort) | Siedlung des Neolithikums. | D-7-7129-0683 |      |
| Reimlingen (Standort) | Siedlung der Hallstattzeit. | D-7-7129-0694 |      |
| Reimlingen (Standort) | Siedlung der Vorgeschichte. | D-7-7129-0695 |      |